# Garovaglia luzonensis
Garovaglia luzonensis är en bladmossart som beskrevs av Robert Statham Williams 1914. Garovaglia luzonensis ingår i släktet Garovaglia och familjen Pterobryaceae. Inga underarter finns listade i Catalogue of Life.